# Doktor Kaljužnyj
Doktor Kaljužnyj (Доктор Калюжный) è un film del 1939 diretto da Ėrast Pavlovič Garin e Chesja Lokšina.